# コールリ・スタルテ
コールリ・スタルテ（リヴォニア語: Kōrli Stalte、ラトビア語: Kārlis Stalte、1870年8月9日 - 1947年1月12日）はリヴォニア人教師、音楽家、文化活動家である。

## 人物
1870年8月9日にロシア帝国、現ラトビアのMazirbeにて生まれる。DundagaおよびMazirbeにて教師や教会音楽家、オルガニストとして勤め、Lielirbeにてリヴォニア語教師としても教鞭を執る。妻はバルト・ドイツ人であり、1939年にナチス・ドイツにより国外のドイツ人対して本国への帰還勧告がなされたため、彼女と共にドイツに渡った。1947年1月12日、同国のフェールベリンにて没す。
『Livõd Lolõd』をはじめ多くの詩をリヴォニア語で残しており、今日のリヴォニア人民族歌であるMin izāmōの作詞も手掛けた。新約聖書（リヴォニア語: Ūž testament）の翻訳や、未だ最大のリヴォニア語辞書である『Livisches Worterbuch mit Grammatischer Einleitung』の編集にも携わった。
娘であるMargareta Stalteは、父の詩を歌詞とした歌を作曲している。